# Aneuretellus
Aneuretellus este un gen dispărut de furnici din subfamilia formicid Aneuretinae și este unul dintre cele opt genuri ale subfamiliei. Genul conține o singură specie descrisă Aneuretellus deformis și este cunoscută dintr-o fosilă din Eocenul mijlociu care a fost găsită în Sakhalin în Orientul Îndepărtat al Rusiei.